# Diplectrona melli
Diplectrona melli är en nattsländeart som beskrevs av Georg Ulmer 1932. Diplectrona melli ingår i släktet Diplectrona och familjen ryssjenattsländor. Inga underarter finns listade i Catalogue of Life.